# Abort (botanik)
Abort (latin abortus, av aboriri, förgås) är inom botaniken när vissa organs utbildande uteblir hos en växt. Ett exempel är ståndarna i en blomma, som då till följd av abort blir enkönad, en honblomma.